# Karpinek (województwo mazowieckie)
Karpinek – osada w Polsce położona w województwie mazowieckim, w powiecie warszawskim zachodnim, w gminie Leszno.